# ルイス・サリヴァン

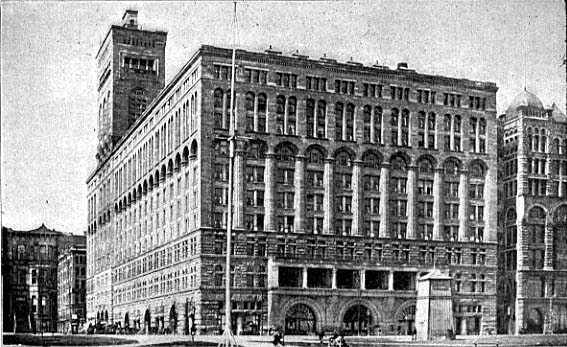
オーディトリアム・ビル

ルイス・ヘンリー・サリヴァン（Louis Henry (Henri) Sullivan, 1856年9月3日 - 1924年4月14日）はアメリカの建築家。シカゴ派の代表的な建築家の一人でその理論的・文化的支柱であった。フランク・ロイド・ライト、ヘンリー・ホブソン・リチャードソンともにアメリカ建築の三大巨匠とされる。1944年にAIAメダル獲得。

## 生涯
マサチューセッツ州ボストンで、アイルランド生まれのパトリック・サリヴァンを父とし、スイス生まれのネ・アンドリエンヌ・リストを母として生まれた。両親はともに1840年代に合衆国に移民している。幼少期はマサチューセッツ州南リーディング(現・ウェークフィールド)で祖母のアナ・マテアス・リストと暮らし、祖父母の農場で多くを過ごしながら自然について学んだという。自伝によれば、少年時代にある男が馬車に乗り込むところに魅せられ、その男が建築家だったことから建築家を志したという。高校に入学してそこで教えていたモーゼス・ウルソンに会い、その教授法は終生印象に残ったという。16歳でマサチューセッツ工科大学に入学したが、1年後にはフィラデルフィアに移り、建築家フランク・ファーネスの事務所に入る。不景気の影響でファーネスの事務所を退所し、1873年に　イリノイ州シカゴに移る。鋼製ラーメン構造を採用したことで著名な、ウィリアム・ル・バロン・ジェニー（William Le Baron Jenney）の事務所に入る。当時のシカゴは、1871年のシカゴ大火からの復興のさなかであり、空前の建設ブームの中にあった。ジェニーの事務所を退所後、念願のパリのエコール・デ・ボザールで1年間学ぶ。この時期に、ルネッサンス特にミケランジェロらの影響を受けた。再びシカゴに戻ってきたとき、まだ18歳であった。

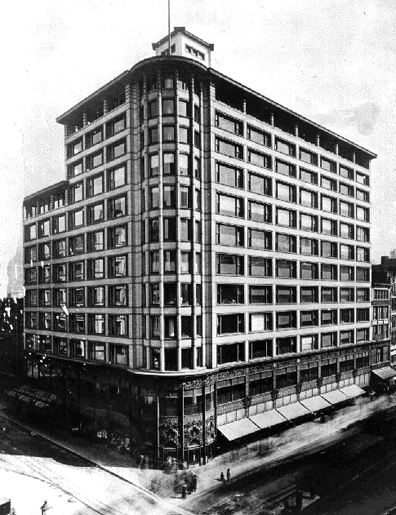
カーソン・ピリー・スコット百貨店

ジョセフ・S・ジョンストン&ジョン・エデルマン事務所で製図係として働いた後、1879年ダンクマール・アドラーに雇われ、1年後には事務所の共同経営者となり、1889年には代表作のひとつでもあるオーディトリアム・ビルの最上階に事務所を構える。二人の事務所は大成功を収め、14年間で100棟以上ものビルを設計した。またこの事務所にいた若いフランク・ロイド・ライトに大きな影響を与えた。
アドラーとサリヴァンの事務所はまず劇場建築の設計で名声を得た。設計した劇場のほとんどはシカゴのものだったが、コロラド州プエブロやワシントン州シアトルからも依頼が舞い込んだ。この時期の代表作はオーディトリアム・ビル(1889)で、これは4200席の劇場だけでなくホテルやオフィス（17階建の塔を含む）、それに商業施設からなる大規模複合建築だった。オーディトリアム・ビルはシカゴをして文化的な都市とし、1893年の世界コロンビア博への道を開くものでもあった。
1889年以降はオフィスビルの設計者としての地歩を固めていく。セントルイスのウェインライトビル(1891)、シカゴのシラー・ビル(1890)、シカゴ株式取引所(1894)、バッファローのギャランティー・ビル(1895-96)である。サリヴァン単独によるカーソン・ピリー・スコット百貨店（シカゴ）は1899-1904年である。
1893年のシカゴ万博では、主要会場であったホワイト・シティ（White City）の設計団の書記を務め、また実際に交通館設計もした。だがサリヴァン自身はこの博覧会の建築に批判的であった。翌年にはフランスの装飾美術協会（the Union Centrale des Arts Decoratifs）から3つのメダルを授与されている。 
サリヴァンは1924年、シカゴにあるホテルの一室で息を引き取る。フランク・ロイド・ライトの資金援助によって葬式が出され、シカゴ、アップタウン近郊の墓地、グレース・セメタリーに葬られている。

## サリヴァンと高層鉄骨建築
19世紀以前では建物の荷重は主に壁で支えるのが普通だった。建物が高くなるほど下にかかる力も大きくなり、それゆえ下階の壁厚も厚くなり、結局高さには制限が出てくる。
19世紀後半における安価で多目的使用に耐える鉄の登場は、このあり方を変えた。アメリカは経済成長の真っただ中にあり、より大きな建物の建設が求められていたこともあった。1880年代半ばの鉄の大量生産は高層建築を可能とした大きな動因であった。この時代を通して、鉄の価格はみるみる安くなっていく。
1867年- $166; 1870年 $107; 1875年 $69; 1880年 $68; 1885年 $29; 1890年 $32; 1895年 $32
中西部の人たちは過去の建築様式にそれほど捉われなかった。鉄の大梁のフレームワークを組み合わせることで、建築家たちはすぐさま高くほっそりしたそしていささか微妙な鉄による骨格を造りだしたのだった。それ以外の要素、壁、床、天井、建具は、荷重を支えている鉄骨に吊られる。いわゆる「柱・フレーム」構法と呼ばれるこの新しい建設方法は、しかしそれ以上のことをなした。この構法は単に建物を高くすることを可能としただけでなく、より多くの開口を可能として室内を明るくし、さらに間仕切壁を薄くして床面積を増やしたからである。
ルイス・サリヴァンが1896年に発表した高層オフィスビルの論文の中で用いた言葉、「形式は常に機能に従う。（form ever follows function. ）」は、通常「形式は機能に従う。（または「形は機能に従う）（form follows function. ）」に短縮されて用いられる。ルイス・サリヴァンは、この言葉を用いたことから、機能主義の先駆者とされてきた。（ドイツ生まれの建築家、ブレイク、Peter Blakeの本『形態は失敗に従う(forms follows fiasco)』（1977年）は、サリヴァンのこの言葉をもじったもの。）
近代以前の建築は、形態を作る時に様式を根拠にしていた。当時の自動車が馬車を模倣したように「歴史」に従っていた。サリヴァンは方程式を解いていくと、結果的に美しいものができると説いた。この言葉はバウハウスなどモダニストの合言葉にもなった。フーコー・ヘーリング（Hugo Häring）のガルガウ農場牛舎（Gut Garkau farm）もサリヴァンの思想を体現しているといわれる。

## 代表作
ダンクマール・アドラーとの共作
- オーディトリアム・ビル Auditorium Building（イリノイ州シカゴ　1889年）
- ウェインライト・ビル Wainwright Building（ミズーリ州セントルイス　1890年)
- ギャランティ・ビル（元プルーデンシャル・ビル） Prudential (Guaranty) Building（ニューヨーク州バッファロー　1894年）
- ベイヤード・ビル（現ベイヤード・コンディクト・ビル Bayard–Condict Building）（ニューヨーク・シティ　1898年）
- カーソン・ピリー・スコット百貨店 Carson, Pirie, Scott and Company Building（イリノイ州シカゴ　1889年）

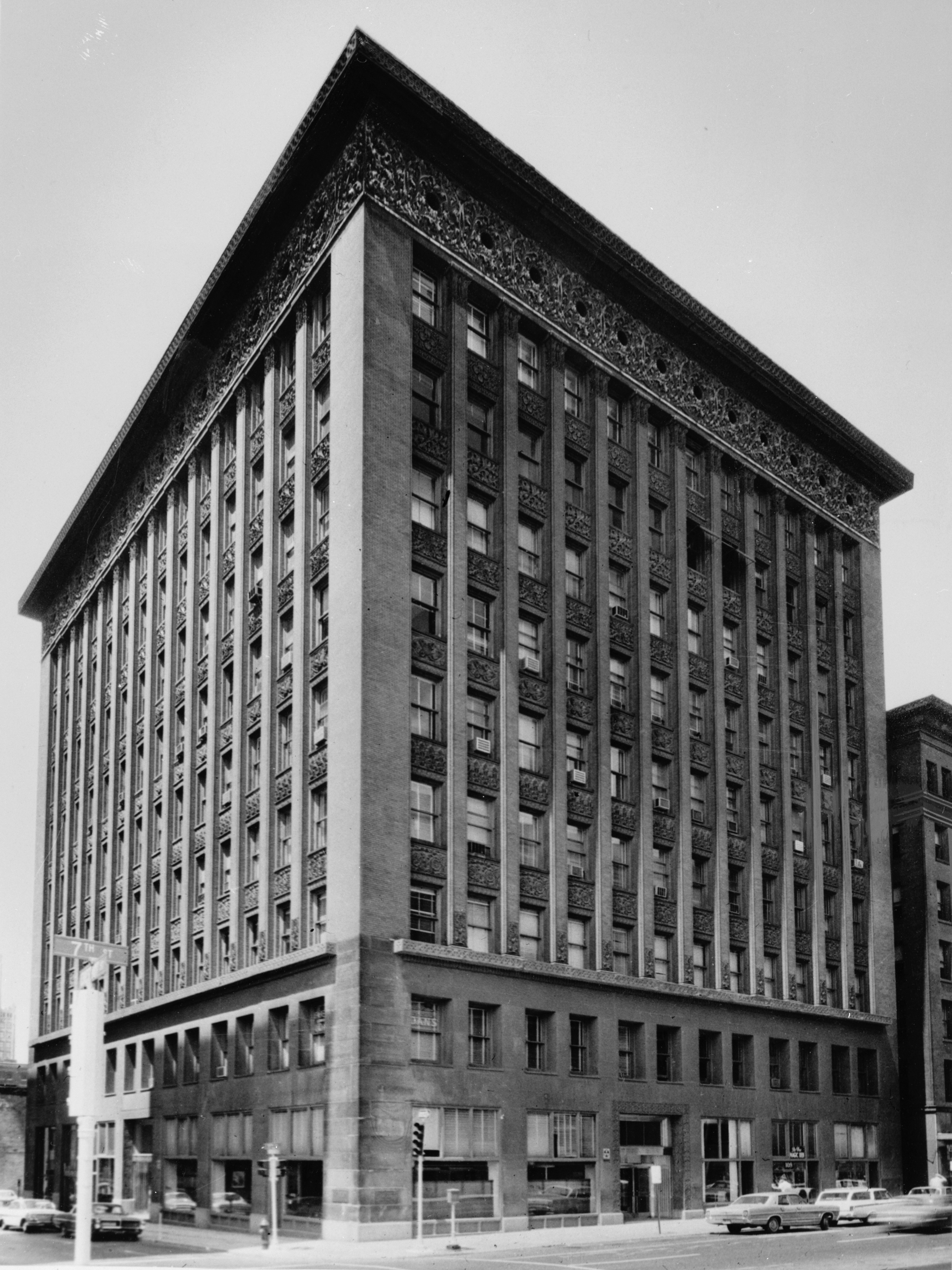
ウェインライト・ビル（1890年）
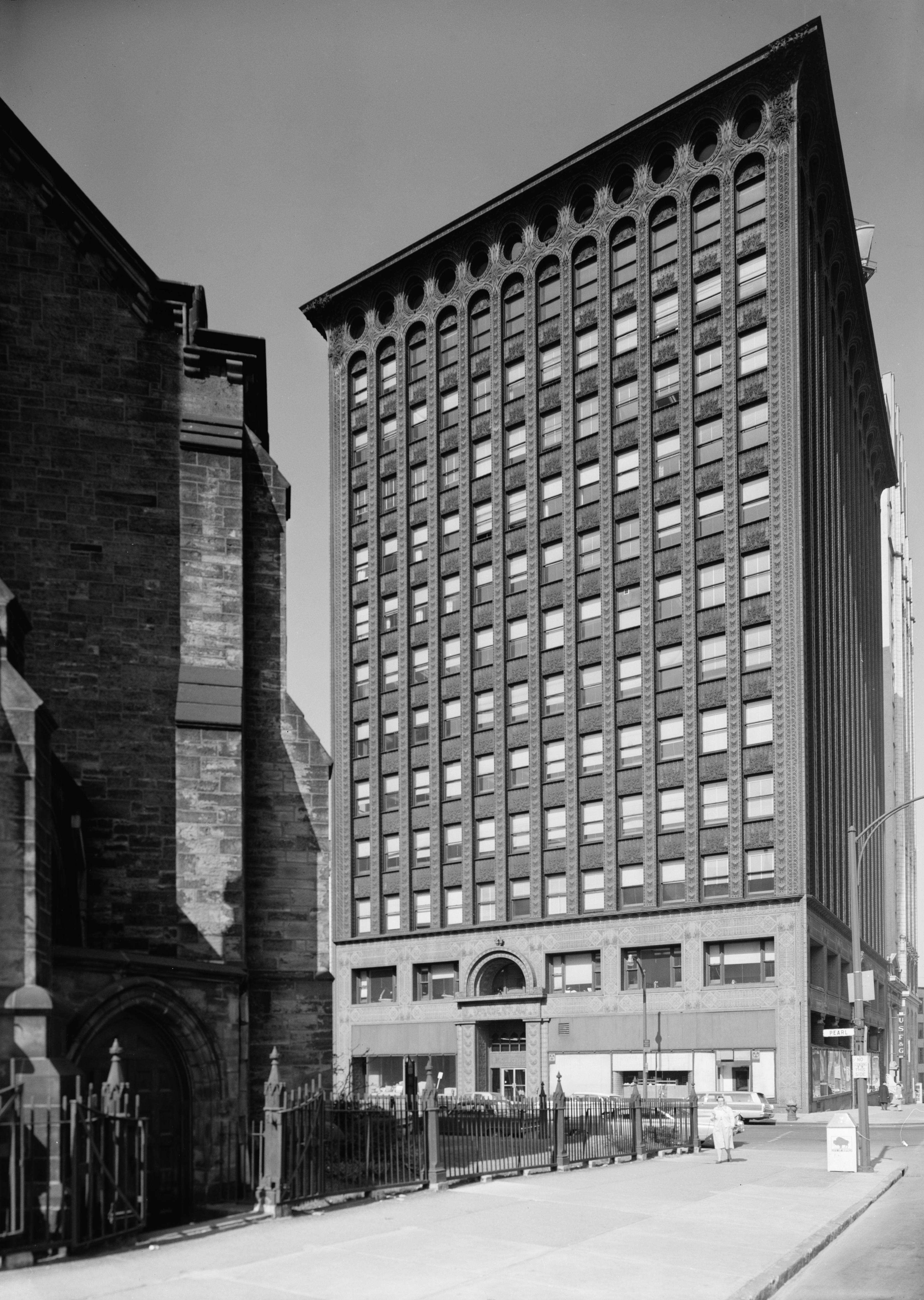
ギャランティ・ビル（1894年）
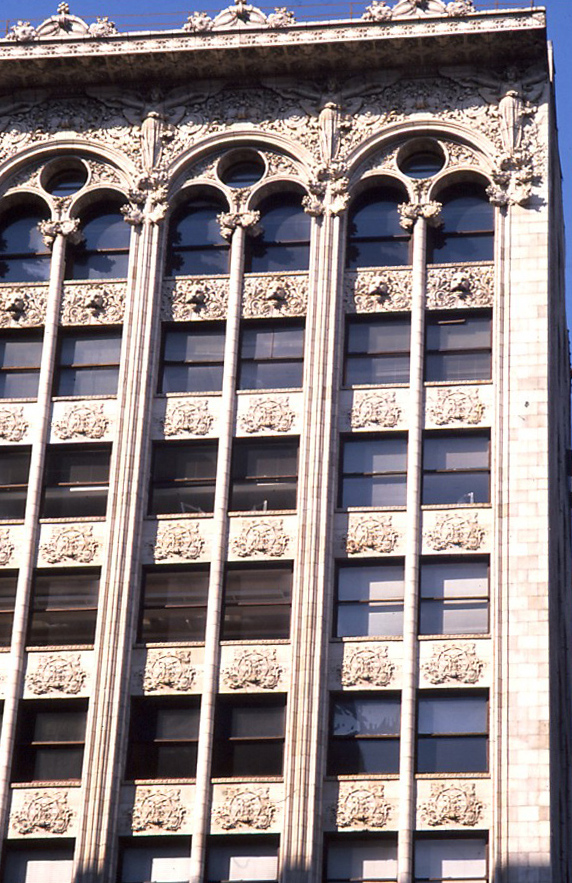
ベイヤード・ビル（1898年）